# La Chaussée-Tirancourt
La Chaussée-Tirancourt (picardisch: L’Cœuchie-Tinincourt) ist eine nordfranzösische Gemeinde mit 693 Einwohnern (Stand 1. Januar 2022) im Département Somme in der Region Hauts-de-France. Die Gemeinde liegt im Arrondissement Amiens, ist Teil der Communauté de communes Nièvre et Somme und gehört zum Kanton Ailly-sur-Somme.

## Geographie
La Chaussée-Tirancourt liegt zwischen Belloy-sur-Somme und Saint-Sauveur (Somme) am rechten (nördlichen) Ufer der Somme, deren Tal von Teichen durchsetzt ist, gegenüber von Picquigny, an der früheren Route nationale 35. Nördlich erstreckt sich das Gemeindegebiet bis an die Autoroute A16. Der Grenzverlauf zu dem nordöstlich anschließenden Saint-Vaast-en-Chaussée ist sehr unregelmäßig. Der Ortsteil Tirancourt liegt im Osten des Gemeindezentrums.

## Geschichte
Am 20. Mai 1940 erlitt der Ort einen deutschen Bombenangriff.
| 1962 | 1968 | 1975 | 1982 | 1990 | 1999 | 2006 | 2018 |
| ---- | ---- | ---- | ---- | ---- | ---- | ---- | ---- |
| 397  | 480  | 581  | 645  | 673  | 687  | 662  | 662  |

## Sehenswürdigkeiten
- ab 1982 errichteter, unterhalb eines gallo-römischen Oppidums (Le Camp César) gelegener Archäologischer Park Samara mit Rekonstruktionen vorgeschichtlicher, frühgeschichtlicher und gallo-römischer Gebäude und einem Arboretum, im Osten der Gemeinde
- Kirche Saint-Martin mit quadratischem Turm mit Spitzhelm
- Schloss Tirancourt
- Friedhofskapelle

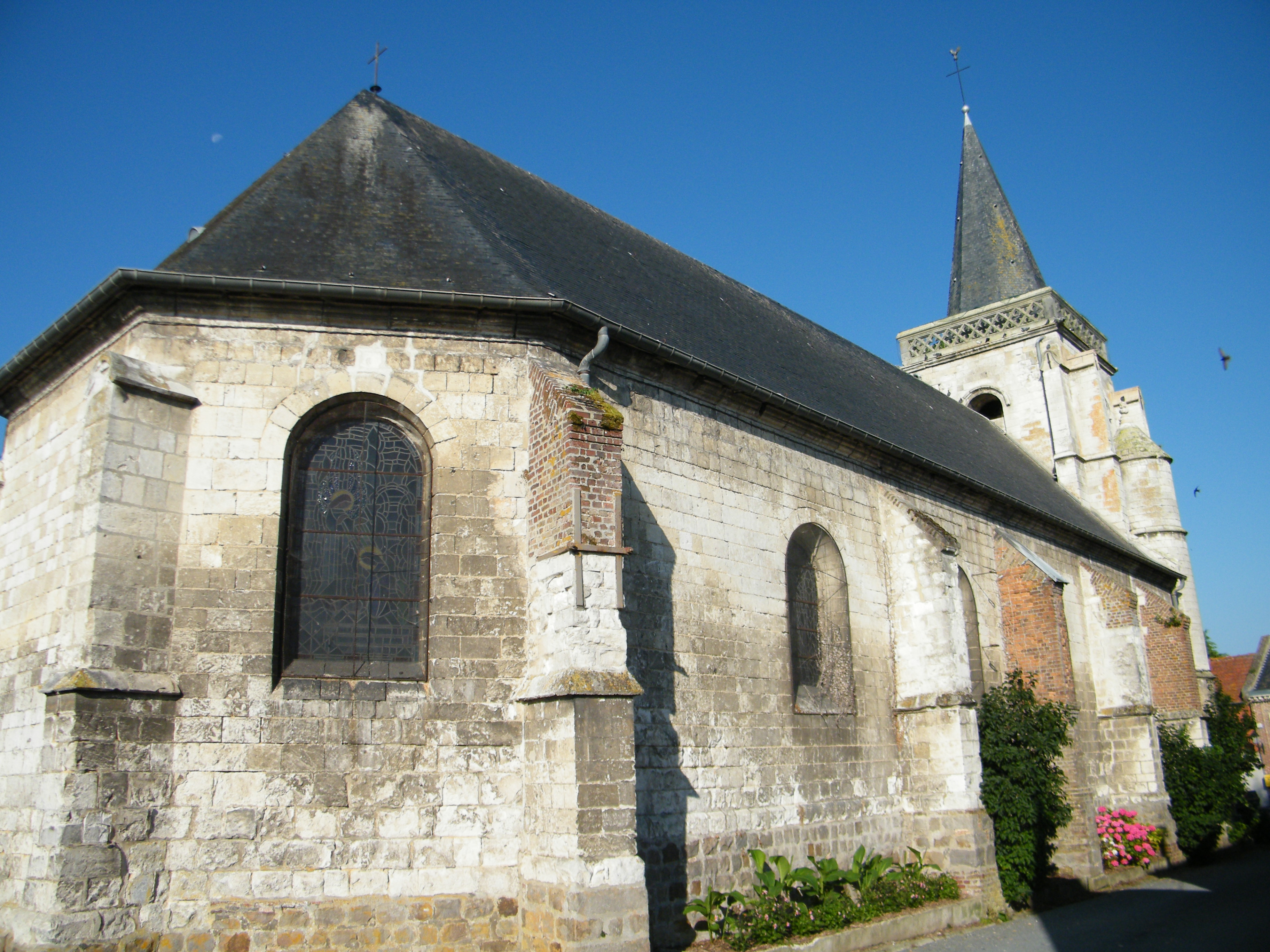
Kirche Saint-Martin
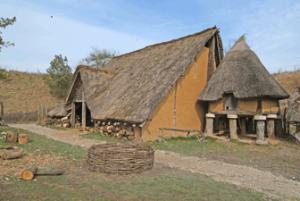
Rekonstruktion eines prähistorischen Gebäudes im Archäologischen Park Samara
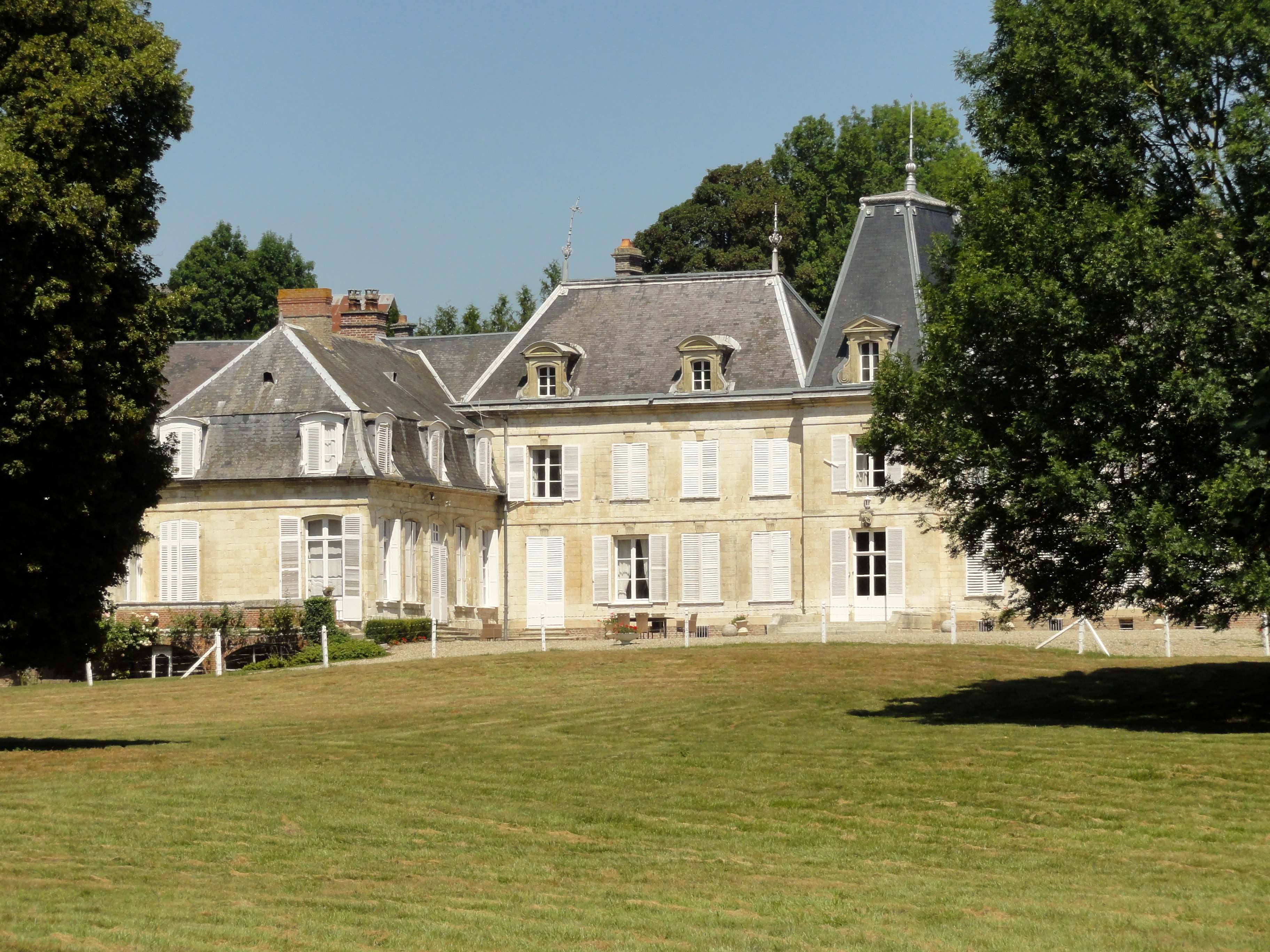
Schloss Tirancourt